# West Simsbury
West Simsbury désigne une petite ville située dans le comté de Hartford, dans l'État du Connecticut (États-Unis). Lors du recensement de 2010, sa population s’élevait à 2 447 habitants.

## Géographie
Selon le bureau du recensement des États-Unis, West Simsbuty a une superficie totale de 11,3 km2, la totalité de ses terres.

## Démographie
D'après le recensement de 2000, West Simsbury abritait 2 395 habitants, 745 ménages, et 659 familles. La densité de population atteignait 211,6 hab/km2. 763 maisons y étaient bâties avec une densité de 67,4 maisons/km2. La composition ethnique de la population reflétait : 96,58 % blancs ; 0,67 % noirs ; 0,04 % amérindiens ; 1,80 % asiatiques ; 0,04 % natifs des îles du Pacifique ; 0,08 % des autres races ; 0,79 % de deux races ou plus. 0,54 % de la population était hispanique ou Latino de n'importe quelle race.
745 ménages y vivaient, dont 47,7 % élevaient des enfants de moins de 18 ans, 81,6 % affichaient des couples mariés, 4,8 % se réduisaient à une femme monoparentale, et 11,5 % constituaient des ménages non-familiaux. 10,1 % des ménages étaient constitués de personnes seules et 6,4 % de personnes seules de 65 ans ou plus. Le ménage moyen comportait 2,98 personnes et la famille moyenne comptait 3,20 personnes.
Dans la ville la pyramide des âges s'étalait comme suit : 30,9 % en dessous de 18 ans, 2,3 % de 18 à 24 ans, 21,7 % de 25 à 44 ans, 26,5 % de 45 à 64 ans, et 18,7 % ans au-dessus de 65 ans. L'âge médian se situait à 42 ans. Pour 100 femmes, 91,6 hommes en contrepartie ; pour 100 femmes de 18 ans ou plus, 85,2 hommes en contrepartie.
Le revenu médian par ménage totalisait $95 023 dollars US, et le revenu médian par famille atteignait 107 463 $. Les hommes obtenaient un revenu médian de $100 000+ comparativement à 48 750 $ pour les femmes. Le revenu par habitant de la ville représentait une somme de 39 887 $. 1,3 % des habitants et 0,0 % des familles vivaient sous le seuil de pauvreté. 0,0 % des personnes de moins de 18 ans et 5,6 % des personnes de plus de 65 ans vivaient sous le seuil de pauvreté.